# القطب (مدينة حجة)

تعديل مصدري - تعديل

القطب هي إحدى قرى عزلة حملان بمديرية مدينة حجة التابعة لمحافظة حجة، بلغ تعداد سكانها 107 نسمة حسب تعداد اليمن لعام 2004.